# Ring: Kanzenban
Pour plus de détails, voir Fiche technique et Distribution.
Ring: Kanzenban (リング 完全版) est un téléfilm japonais réalisé par Chisui Takigawa, et diffusée en 1995 sur Fuji TV. 

## Synopsis
Le journaliste et son ancien contact doivent vaincre la cassette vidéo maudite.

## Fiche technique
- Titre : Ring: Kanzenban
- Titre original : リング 完全版
- Réalisation : Chisui Takigawai
- Scénario : Jōji Iida (ja) et Ōkura Soshigaya
- Musique : Yoshihiro Ike (en)
- Pays d'origine :  Japon
- Langue originale : japonais
- Genres : Horreur, fantastique
- Durée : 95 minutes
- Date de diffusion : 
  - Japon : 11 août 1995[1] (Fuji TV)
- Interdit aux moins de 12 ans[réf. nécessaire]

## Distribution
- Katsunori Takahashi : Kazuyuki Asakawa
- Yoshio Harada : Ryūji Takayama
- Ayane Miura : Sadako Yamamura
- Kyōko Dōnowaki : Shizuko Yamamura
- Mai Tachihara : Shizuka Asakawa
- Akiko Hinagata : Tomoko Ōishi
- Maha Hamada : Mai Takano
- Tomorowo Taguchi : Jōtarō Nagao
- Tadayoshi Ueda : Takashi Yamamura